# Liste der Baudenkmale in Lychen
Die Liste der Baudenkmale in Lychen enthält alle Baudenkmale der brandenburgischen Stadt Lychen und ihrer Ortsteile. Grundlage ist die Landesdenkmalliste mit dem Stand vom 31. Dezember 2020.

## Baudenkmale
In den Spalten befinden sich folgende Informationen:
- ID-Nr.: Die Nummer wird vom Brandenburgischen Landesamt für Denkmalpflege vergeben. Ein Link hinter der Nummer führt zum Eintrag über das Denkmal in der Denkmaldatenbank. In dieser Spalte kann sich zusätzlich das Wort Wikidata befinden, der entsprechende Link führt zu Angaben zu diesem Denkmal bei Wikidata.
- Lage: die Adresse des Denkmales und die geographischen Koordinaten. Link zu einem Kartenansichtstool, um Koordinaten zu setzen. In der Kartenansicht sind Denkmale ohne Koordinaten mit einem roten beziehungsweise orangen Marker dargestellt und können in der Karte gesetzt werden. Denkmale ohne Bild sind mit einem blauen bzw. roten Marker gekennzeichnet, Denkmale mit Bild mit einem grünen beziehungsweise orangen Marker.
- Bezeichnung: Bezeichnung in den offiziellen Listen des Brandenburgischen Landesamtes für Denkmalpflege. Ein Link hinter der Bezeichnung führt zum Wikipedia-Artikel über das Denkmal.
- Beschreibung: die Beschreibung des Denkmales
- Bild: ein Bild des Denkmales und gegebenenfalls einen Link zu weiteren Fotos des Baudenkmals im Medienarchiv Wikimedia Commons

### Beenz
| ID-Nr.            | Lage              | Bezeichnung | Beschreibung | Bild           |
| ----------------- | ----------------- | ----------- | --- | -------------- |
| 09130359 Wikidata | Chaussee 1 (Lage) | Kirche      | Das Gotteshaus stammt aus der zweiten Hälfte des 13. Jahrhunderts. Die Feldsteinkirche stand unter dem Patronat von Graf von Arnim zu Boitzenburg. Nach Zerstörung des Gebäudes im Dreißigjährigen Krieg entstand sie 1733/1734 in stark veränderter Form neu. Ein Teil der Ausstattung aus dem 18. Jahrhundert wie der sechzehnarmige Kronleuchter aus Messing (gestiftet von den Dorfbewohnern) oder das Herrschafts- und Patrongestühl sind erhalten. Bis in die Mitte der 1960er Jahre trug der Kirchturm eine Wetterfahne mit der Jahreszahl des Wiederaufbaus (1733) und eine Turmkugel. Bei der Dachneueindeckung ließ die Amtsgemeinde diese beiden Teile durch ein schmiedeeisernes Kreuz ersetzen. Die Orgel entstand 1887 in der Orgelbauwerkstatt von Albert Hollenbach aus Neuruppin und ist zum größten Teil noch original erhalten. | weitere Bilder |

### Küstrinchen
| ID-Nr.   | Lage   | Bezeichnung | Beschreibung | Bild           |
| -------- | ------ | ----------- | --- | -------------- |
| 09130824 | (Lage) | Kirche      | Die Kirche in dieser kleinen Niederlassung entstand vermutlich im 13. Jahrhundert und gehörte zur Kirchengemeinde Beenz. Sie wurde im Dreißigjährigen Krieg bis auf die Grundmauern zerstört. Im Auftrag des Patronatsherrn, des „Königl. Preuß. Würckl. Geheimen Etats- und Kriegsministers von Arnim auf Boitzenburg“ wurde sie im Jahr 1747 neu errichtet. Der Neuaufbau kostete 738 Reichstaler. Der umgebende Friedhof wurde 1970 geschlossen, die Beisetzungen finden seitdem in Lychen statt. Wegen der zu geringen Zahl an Gläubigen fand in der Kirche letztmals 1982 ein Gottesdienst statt. Ab dem Jahr 2002 begann eine umfangreiche bauliche Sanierung des Gebäudes, die bis zum Sommer des Jahres 2013 noch nicht abgeschlossen war. | weitere Bilder |

### Lychen
| ID-Nr.     | Lage                                                       | Bezeichnung | Beschreibung | Bild                                                                                                   |
| ---------- | ---------------------------------------------------------- | --- | --- | --- |
| 09130948   | (Lage)                                                     | Floßschleuse IV, im Küstriner Bach bei Fegefeuer (Stadtforst) | | Floßschleuse IV, im Küstriner Bach bei Fegefeuer (Stadtforst)                                          |
| 09130547   | (Lage)                                                     | Stadtbefestigungsanlage | Von der historischen Stadtmauer sind einige Abschnitte sowie Reste von Toren erhalten. Zu nennen sind hier das Fürstenberger Tor sowie das Stargarder Tor. Das Tor Richtung Stargard stand bis zum 19. Januar 1976, am folgenden Tag ließ ein starker Sturm den gesamten Torturm einstürzen. Erhalten ist der Durchgang über dem Fußsteig. Auf der Fassade der nebenstehenden Gaststätte Gasthof am Stadttor ist der Schattenriss des Tores zu sehen. | Stadtbefestigungsanlage                                                                                |
| 09130548   | (Lage)                                                     | Pfarrkirche St. Johannes | Wegen umfangreicher Renovierungsarbeiten in den 2010er Jahren wurde der Altar vorübergehend in der Sakristei aufgestellt. Das zugehörige Pfarramt befindet sich in der benachbarten Vogelgesangstraße. | weitere Bilder                                                                                         |
| 09130549   | Am Markt 1 (Lage)                                          | Rathaus | Das Rathaus steht am Marktplatz und wurde 1748 im Barockstil errichtet. Nachdem das Gebäude 1949 ausgebrannt war, wurde es in den Jahren 1957 bis 1958 vereinfacht wieder aufgebaut. Der ursprüngliche Turm wurde weggelassen und das Dach niedriger angelegt. | Rathaus                                                                                                |
| 09130925,T | Bahnhofstraße 6 (Lage)                                     | Bahnhof Lychen mit Stationsgebäude, Güterschuppen, zwei Bahnarbeiterwohnhäusern mit Nebengebäuden, Pumpe, Schuppen, Abortgebäude sowie Altbäumen und Kopfsteinpflasterung an Bahnhofstraße und Bahnhofsvorplatz | Bahnhof Lychen auf einer AK von 1920, Sammlung Mauruszat | weitere Bilder                                                                                         |
| 09130550   | Berliner Straße (Lage)                                     | Denkmal der Vereinigung der Verfolgten des Naziregimes (VVN) | | Denkmal der Vereinigung der Verfolgten des Naziregimes (VVN)                                           |
| 09130799   | Berliner Straße 2 (Lage)                                   | Wohnhaus | | Wohnhaus                                                                                               |
| 09130878   | Berliner Straße 10 (Lage)                                  | Fabrikgebäude | | Fabrikgebäude                                                                                          |
| 09130893   | Berliner Straße 26, 27, 29 (Lage)                          | Wohnhäuser | | Wohnhäuser                                                                                             |
| 09130799   | Berliner Straße 31 (Lage)                                  | Wohnhaus | | Wohnhaus                                                                                               |
| 09130944,T | Haus Neuland 1 (Lage)                                      | Landhaus („Haus Neuland“) mit Nebengebäude | | BW |
| 09130954   | Kirchstraße 8/9 (Lage)                                     | Stadtschule mit Nebengebäude | | Stadtschule mit Nebengebäude                                                                           |
| 09130905   | Pannwitzallee (Lage)                                       | Sowjetischer Ehrenfriedhof Hohenlychen | | Sowjetischer Ehrenfriedhof Hohenlychen                                                                 |
| 09130237   | Pannwitzallee, Cohrsstraße, Martin-Bachhuber-Straße (Lage) | Lungenheilanstalt Hohenlychen mit: Victoria-Luise-Kinderheilstätte mit Haupthaus, Wirtschaftsgebäude, Schlafhaus und Knabenhaus; Ländliche Kolonie „Königin-Luise-Andenken“ mit Hauptgebäude, Verbindungstrakt und Speisesaal, Küchenhaus; Cecilienheim mit Hauptgebäude und Wirtschaftsgebäude; Kaiserin-Auguste-Victoria-Mittelstandssanatorium; Gebäudegruppe der Klinischen Abteilung für Sport- und Arbeitsschäden einschließlich Schwimmhalle; Verwaltungsgebäude; Wohnhaus des Chefarztes; Wohnhaus eines Oberarztes („Gebhardtsche Villa“); Wohnhaus des ärztlichen Direktors; Villa Fürstenberg; Helenen-Kapelle | Die Lungenheilanstalten Hohenlychen wurden 1902–1914 als Heilstätte für tuberkulosekranke Kinder erbaut. Ab 1933 wurde daraus eine Anstalt der Volksgesundheit, im und direkt nach dem Zweiten Weltkrieg war die Anstalt Lazarett und Militärhospital. | weitere Bilder                                                                                         |
| 09130224   | Pannwitzallee 1, 2 (Lage)                                  | Pannwitzschule, bestehend aus Schulgebäude und Direktorenwohnhaus | | Pannwitzschule, bestehend aus Schulgebäude und Direktorenwohnhaus                                      |
| 09130551   | Stargarder Straße 6 (Lage)                                 | Grundstücksbebauung, bestehend aus Wohnhaus, seitlichem Wirtschaftsgebäude und rückwärtigem Färberhaus | Das Bild zeigt eine historische Ansicht des Färberhauses, die sich auf einer öffentlichen Erklärungstafel befindet. Aufgrund der Lage der Gebäude am Mühlengraben ließen sich hier später einige Maler nieder, weswegen sich die Bezeichnung Malerwinkel für diesen Bereich bis hinunter zum Oberpfuhl eingebürgert hat. | Grundstücksbebauung, bestehend aus Wohnhaus, seitlichem Wirtschaftsgebäude und rückwärtigem Färberhaus |
| 09130924   | Stargarder Straße 23, Stabenstraße 2 (Lage)                | Mehlmühle | Das Mühlengebäude wird im 21. Jahrhundert nicht mehr genutzt. Auf dem Bild von der Stabenstraße ist auf der rechten Seite ein Teil des Bauwerks (rote Backsteine) zu sehen. | Mehlmühle                                                                                              |
| 09130935   | Zehdenicker Straße 36 (Lage)                               | Katholische Kirche Hl. Geist | Das Gotteshaus wurde 1934 eingeweiht. Der Kirchturm mit Spitzhelm und offenem Glockengeschoss wurde dem Haupthaus angebaut. | weitere Bilder                                                                                         |

### Retzow
| ID-Nr.   | Lage                   | Bezeichnung    | Beschreibung | Bild           |
| -------- | ---------------------- | -------------- | --- | -------------- |
| 09130598 | Retzower Straße (Lage) | Kirche (Ruine) | Die Kirche wurde im 13. Jahrhundert als viereckiger Feldsteinbau ohne Turm errichtet. Im Jahre 1440 wurde das Gebäude zerstört und nicht wieder aufgebaut. | weitere Bilder |

### Rutenberg
| ID-Nr.            | Lage                 | Bezeichnung                                                                 | Beschreibung                                                                | Bild           |
| ----------------- | -------------------- | --------------------------------------------------------------------------- | --------------------------------------------------------------------------- | -------------- |
| 09130605 Wikidata | Dorfstraße 16 (Lage) | Kirche                                                                      | Die evangelische Kirche stammt aus der zweiten Hälfte des 13. Jahrhunderts. | weitere Bilder |
| 09131220          | Dorfstraße 23 (Lage) | Pfarrgehöft, bestehend aus Pfarrhaus, Scheune, Stall und Wirtschaftsgebäude |                                                                             | BW             |